# ジョン・ハットン (ファーネスのハットン男爵)
ファーネスのハットン男爵ジョン･マシュー・パトリック・ハットン（英: John Matthew Patrick Hutton, Baron Hutton of Furness、1955年5月6日 - ）は、イギリスの政治家。労働党のトニー・ブレア政権・ゴードン・ブラウン政権で大臣を歴任した。

## 経歴

### 生い立ち
エセックスのウェストクリフに生まれる。ウェストクリフ男子校、オックスフォード大学モードリン・カレッジに進学し、1976年に文学士号、1978年に民法学士号を取得した。 1980年から翌年まではテンプルトン・カレッジに調査員として通い、1981年から1992年、当選を果たすまではノーザンブリア大学で講師を務めた。

### 政治経歴
1987年、ハットンはペンリス選挙区から出馬するが落選、2年後にカンブリア・北ランカシャー選挙区から欧州議会議員に立候補したがまたも落選する。1992年の総選挙で、バロー・ファーネス選挙区から現職のセシル・フランクスを下して初当選を果たした。
1998年からは保健省を担当、2001年からは枢密院のメンバーにも選ばれる。2005年総選挙後の内閣改造では、彼の親しい友人で、前任者のアラン・ミルバーンを引き継いでランカスター公領大臣に任命された。しかし、このポストについた期間は短く、2005年11月2日、デイヴィッド・ブランケットの辞任をうけて労働および年金大臣に異動となる。
ハットンはかなり忠実なブレア派と見られていたが、トニー・ブレア首相が辞任した後のブラウン内閣でも彼はビジネス・企業および規制改革大臣に登用される。これは、貿易産業省の改変をうけた新しいポストだった。彼の入閣は、ブラウン内閣がブレア派とブラウン派の折衷内閣であることの象徴でもあった。2008年10月3日の内閣改造で国防大臣に就任し、第3次改造が行われた2009年まで務めた。
2010年6月27日に一代貴族「ファーネスのハットン男爵」へ叙され、貴族院議員へ転じた。貴族院においても引き続き労働党に所属している。

## パーソナリティー
ハットンは1978年、ローズマリー・キャロライン・リトルと結婚している。1993年に離婚するまでに、間には3人の息子と1人の娘を授かった。